# Яценюк, Сергей Николаевич
Сергей Николаевич Яценю́к (род. 12 марта 1985, Володарское, Кокчетавская область) — российский актёр театра и кино.

## Биография
Родился 12 марта 1985 года в селе Володарское Кокчетавской области.
В 12 лет переехал жить в Омск, где окончил школу и поступил в Омский государственный университет на факультет культуры и искусства.
Отучившись два года, в 2004 году, вместе с друзьями поехал поступать в СПбГАТИ на курс С. Я. Спивака (2004—2009).
С 2009 года в труппе Молодёжного театра на Фонтанке и театра «За Чёрной речкой».

## Работы в театре
1. 2013 — «Платонов. Живя главной жизнью» А. Платонова — Платонов (реж. Д. Хуснияров)
2. 2013 — «Идиот» Ф. М. Достоевского — Лебедев (реж. С. Я Спивак)
3. 2011 — «Король и принц, или Правда о Гамлете» А. Радовского — Гильденстерн (реж. А. М. Строев)
4. 2011 — «Над пропастью во ржи» Д. Сэлинджера
5. 2009 — «Метро» Николаса Баера — Джо Ферроне (реж. С. Я Спивак)[2][3]
6. 2009 — «Забыть Герострата!» Г. Горина — Стражник (реж. С. Я Спивак, В. Маслаков)
7. 2009 — «Жестокие игры» А. Арбузова — Кай Леонидов (реж. С. Я Спивак, Д. Хуснияров)[3]
8. 2008 — «Дон Кихот» М. А. Булгакова — Горожанин (реж. С. Я Спивак)
9. 2005 — «Три сестры» А. П. Чехова — Солдат (реж. С. Я. Спивак)
10. 2016 — «В день свадьбы» В. Розова — Василий Заболотный (реж. А.Гриценко)
11. 2018 — «Звериные истории» Дона Нигро — Ричи (реж. С. Я. Спивак)
12. 2018 — «Нас обвенчает прилив» Ж.Ануя — Люсьен (реж. С. Я. Спивак)
13. 2021 — «Кабала святош» М.Булгакова — Захария Муаррон (реж. С. Я. Спивак)

## Работы в кино и сериалы
1. 2013 — Шаман-2
2. 2013 — Ковбои (сериал, 2013) — Воробей
3. 2013 — Запрет (фильм Алексея Козлова)
4. 2013 — Легенда для оперши — Гарик
5. 2013 — Я не вернусь — Дима Морозов
6. 2012 — Красавица — Коробов
7. 2012 — Версия-3 — Никита Тюрин
8. 2012 — Ментовские войны (сезон 6) — Рэмбо Колокольцев, бандит, бывший морской пехотинец
9. 2011 — Версия-2 — Никита Тюрин
10. 2010 — Агент особого назначения — Баркас
11. 2010 — Дорогой мой человек (одноимённый ремейк-телесериал) — Евгений Степанов, брат Вари
12. 2009 — Метро (фильм-спектакль) — Джо Ферроне
13. 2007 — Слепой (Слепой-3: Оружие возмездия) — парень в банке
14. 2014 — Хроника гнусных времён — Владик
15. 2015 — Чума — Макс Пехота (Бывший афганец), Боец Фомича
16. 2015 — Молодая гвардия — полицай Мыкола
17. 2015 — Казнить нельзя помиловать — Саша
18. 2016 — Иван — Руслан, сотрудник полиции
19. 2017 — Последняя статья журналиста — Альберт Максимович Фёдоров, адвокат
20. 2017 — Обратный отсчёт (12-я серия) — Владислав Зимин, таксист
21. 2019 — Подсудимый — Юрий Гордиенко, сотрудник ФСИН
22. 2021 — Реализация-2 — Виктор Бездарь, майор уголовного розыска
23. 2020 — Зоя — Александр Шелепин
24. 2021 — Оптимисты. Карибский сезон — Слава
25. 2020 — Шугалей — Александр
26. 2020 — Шугалей-2 — Александр
27. 2021 — Знахарь-2 — Корчин
28. 2021 — Воскресенский — Андрей Каменский
29. 2022 — Аксентьев — Андрей Кухаренко, оперуполномоченный, капитан полиции
30. 2022 — Надвое — следователь
31. 2023 — Екатерина. Фавориты — граф Александр Самойлов
32. 2023 — Лица не раскрывать — Лихой
33. 2023 — Страх над Невой — Евгений Сгибнев
34. 2025 — Охотники за призраком — Дмитрий Александрович Бавырин, следователь СК РФ, майор юстиции

## Признание и награды
1. В рамках фестиваля «Театры Санкт-Петербурга — детям» получил премию «Лучший дебют» за роль Джо Ферроне в спектакле «Метро».
2. В 2010 году награждён высшей театральной премией Санкт-Петербурга «Золотой софит» в номинации «Лучший дебют» за роль Кая Леонидова в спектакле «Жестокие игры» (Молодёжный театр на Фонтанке).